# Les Sciences et les Arts
Les Sciences et les Arts est une peinture à l'huile, réalisée entre 1607 et 1650. L'œuvre a été attribué traditionnellement au peintre flamand Adriaen van Stalbemt. Plus récemment, certains historiens de l'art ont ré-attribué l'œuvre à un autre peintre flamand, Hieronymus Francken le Jeune,.

## Description et interprétation
Un groupe de savants discute autour de plusieurs tables, pendant qu'un second groupe de personnes contemple les tableaux accrochés aux parois de la pièce. L’œuvre montre au centre deux personnages regardant un tableau qui représente la destruction d’œuvres d'art par les protestants à la fin du XVIe siècle. Une table de bois dans la partie droite de l'image montre des albums, des cartes maritimes, des boussoles et un globe terrestre.
Le peintre souhaite montrer la protection accordée par le catholicisme aux Pays-Bas espagnols à la culture et aux arts, tandis que cette protection n’existait pas dans les Provinces-Unies, à majorité protestante au Nord.

## Versions du tableau

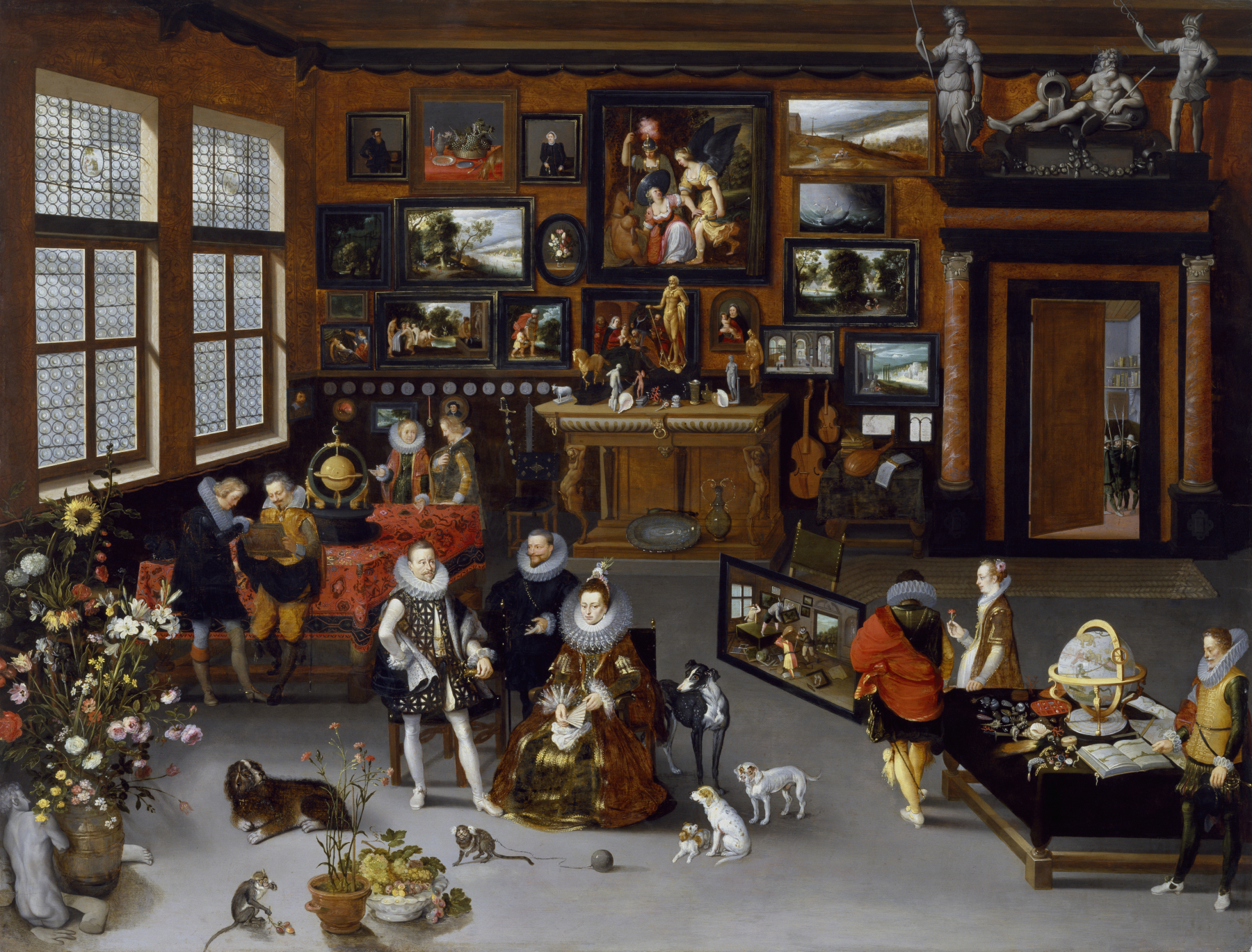
Jan Brueghel l'Ancien - Les Archiducs Albert et Isabelle visitant le cabinet d'un collectionneur.

Il existe cinq versions différentes de cette peinture. La première se trouve au musée du Prado de Madrid, une autre à la galerie Kugel à Paris depuis 1988 ; la troisième a été trouvée dans la collection Hawkins de Londres en 1951. Une quatrième version est exposée à la galerie de Jonckheere à Paris en 2002 et la cinquième à la Galerie Robert Finck de Bruxelles en 1955 (vendu aux enchères chez Sotheby le 9 juillet 2014 lot 57, comme Hieronymus Francken II),. Les deux versions de Madrid et Paris sont attribuées à Adriaen vont Stalbemt, bien qu'elles ont été ré-attribuées plus récemment à Hieronymus Francken le Jeune.